# Engyprosopon macrolepis
Engyprosopon macrolepis is een straalvinnige vissensoort uit de familie van botachtigen (Bothidae). De wetenschappelijke naam van de soort was oorspronkelijk Scaeops macrolepis en is voor het eerst geldig gepubliceerd in 1908 door Charles Tate Regan. De soort werd aangetroffen in Cargados Carajos tijdens de Percy Sladen Trust Expedition naar de Indische Oceaan in 1905.